# Mauvezand
Het Mauvezand is een natuurgebied van het Goois Natuurreservaat in Blaricum. Het gebied ligt voor het grootste gedeelte in Blaricum en een klein gedeelte in Laren en ten oosten van de Torenlaan. Het gebied is genoemd naar schilder Anton Mauve, waar ook de nabij lopende straat naar werd genoemd.
Het open terrein van ongeveer 19 ha bestaat uit verboste heidevelden en stuifzand. De bijnaam "Hondehei" zegt iets over het gebruik van de terreintjes. In een vroeger nat gedeelte met dopheide is de Mauvevijver uitgegraven. De vijver wordt ook wel De hut van Mie genoemd. Tot 1961 stond op die plek een hut van Mie Rigter met haar man Toon Schaapherder en zeven kinderen.